# Saint Andrew (Jamaica)
Saint Andrew is een parish van Jamaica. De hoofdstad van de parish is Half Way Tree. De parishes van St Andrew en Kingston zijn sinds 1923 samengevoegd tot de Kingston and St Andrew Corporate Area, vaak kortweg aangeduid als de Corporate Area.
Grotere plaatsen als Hope, Papine, Mona, Cross Roads, New Kingston, Half-Way-Tree, Matilda's Corner en Constant Spring liggen in St. Andrew, maar zijn in feite voorsteden van de stad Kingston. Het grootste deel van de hoofdstad Kingston ligt feitelijk in St.Andrew.

## Geboren
- Clifton Jones (1937-2025), acteur
- Augustus Pablo (1953-1999), reggaeartiest en -producer
- Linford Christie (1960), Brits atleet
- Maurice Wignall (1976), atleet
- Ricardo Gardner (1978), voetballer
- Damian Beckett, artiesennaam (Baby) Cham (1979),  rapper, singer-songwriter en acteur
- DeWayne Barrett (1981), atleet
- Danielle Williams (1992), atlete

Clarendon · Hanover · Kingston · Manchester · Portland · Saint Andrew · Saint Ann · Saint Catherine · Saint Elizabeth · Saint James · Saint Mary · Saint Thomas · Trelawny · Westmoreland